# 达维德·博诺拉
达维德·博诺拉（義大利語：Davide Bonora，1973年2月5日—），意大利男子篮球运动员。他曾代表意大利参加1997年和1999年国际篮联欧洲锦标赛，获得一枚金牌和一枚银牌。他也曾参加1998年世界篮球锦标赛。